# Пахомово (Кичменгско-Городецкий район)
Пахомово — деревня в Кичменгско-Городецком районе Вологодской области.
Входит в состав Енангского сельского поселения, с точки зрения административно-территориального деления — в Нижнеенангский сельсовет.
Расстояние по автодороге до районного центра Кичменгского Городка составляет 55 км, до центра муниципального образования Нижнего Енангска — 3 км. Ближайшие населённые пункты — Нижний Енангск, Красная Гора, Терехино.
Население по данным переписи 2002 года — 38 человек (15 мужчин, 23 женщины). Преобладающая национальность — русские (97 %).